# Belle Noire
Belle Noire (Oklahoma City, Oklahoma; 22 de junio de 1988) es una actriz pornográfica y modelo erótica estadounidense.

## Biografía
Nació en Oklahoma City en junio de 1988, en el seno de una familia conservadora. Acudió a una escuela católica privada, donde hizo ballet e música. Antes de entrar en la industria trabajó como camarera en un restaurante de la marca de comida rápida Sonic Drive-In. También trabajó como maquilladora y dependienta en un sexshop antes de iniciarse como modelo erótica y de lencería, y como bailarina de burlesque.
Sus trabajos como modelo erótica llamaron la atención del afamado fotógrafo Ken Marcus, con quien realizó algunas sesiones de fotografía bondage en Los Ángeles. Belle Noire decidió continuar en la industria y pronto comenzó a grabar sus primeras escenas como actriz porno, debutando para Dungeon Corp en 2013, a los 25 años de edad.
Su nombre artístico procede de unir los nombres del personaje de Catherine Deneuve en la película Belle de jour (1967) de Luis Buñuel y el término en inglés film noir (con inclusión de una e final), que en castellano se conoce como cine negro.
Como actriz ha trabajado para productoras como Pure Play Media, Hustler, Zero Tolerance, Jules Jordan Video, Girlfriends Films, Red Light District, Diabolic Video, Kink.com, Brazzers, Evil Angel, Wicked, Mile High, Lethal Hardcore, Penthouse o Reality Kings.
En 2014 fue nominada en los Premios AVN en las categorías de Mejor escena de sexo lésbico en grupo por College Cuties Seduce MILF Beauties, junto a Tanya Tate y Veronica Avluv, y a Mejor escena de sexo oral por 3 On Their Knees. Al año siguiente recibió otra nominación, esta vez a Mejor actriz de reparto por la cinta Long Hard Ride. También en 2015, pero en los Premios XBIZ, fue nominada en la categoría de Mejor escena de sexo en película lésbica, junto a Adriana Chechik, por Paint.
Decidió retirarse en 2018, habiendo aparecido en algo más de 160 películas como actriz.
Otros de sus trabajos destacados son A History Of Lesbians, Daddy Issues, Faces Loaded, Give Up That Ass, Just Friends?, Maid To Order, Nylons 11, Outdoor Whores, Prom Night Virgins, Sweetness and Light o Tweeters.

## Premios y nominaciones
| Año  | Ceremonia    | Resultado | Premio                                   | Trabajo                             |
| ---- | ------------ | --------- | ---------------------------------------- | ----------------------------------- |
| 2013 | Sex Awards   | Nominada  | Hottest New Girl                         | —                                   |
| 2014 | Premios AVN  | Nominada  | Mejor escena de sexo lésbico en grupo    | College Cuties Seduce MILF Beauties |
| 2014 | Premios AVN  | Nominada  | Mejor escena de sexo oral                | 3 On Their Knees                    |
| 2014 | Sex Awards   | Nominada  | Webcam Girl of the Year                  | —                                   |
| 2015 | Premios AVN  | Nominada  | Mejor actriz de reparto                  | Long Hard Ride                      |
| 2015 | Premios XBIZ | Nominada  | Mejor escena de sexo en película lésbica | Paint                               |